# Administração Civil Estadunidense das Ilhas Ryukyu
A Administração Civil Estadunidense das Ilhas Ryukyu (琉球列島米国民政府, Ryūkyū-rettō Beikokumin Seifu) (USCAR), foi o governo de Okinawa, no Japão da Segunda Guerra Mundial até 1972.

## Primórdios
Após a Batalha de Okinawa durante a Segunda Guerra Mundial, as Forças Armadas dos Estados Unidos ocuparam Okinawa e estabeleceram um governo local. Em 1952, o Japão assinou o Tratado de San Francisco e admitiu o controle de Okinawa pelo governo dos Estados Unidos.
A USCAR foi uma organização subordinada às Forças Armadas dos Estados Unidos, vigiadas pelo governo local das Ilhas Ryukyu e podendo anular todas as decisões tomadas pelo Governo de Ryukyu. Tecnicamente, a USCAR era uma administração de assuntos civis do Governo Militar dos Estados Unidos (USMG).

## Especificações do tratado de paz
Dois importantes artigos do tratado de paz pós-guerra de 28 de abril de 1952 são as seguintes:
Artigo 3: O Japão concorda com qualquer proposta dos Estados Unidos para as Nações Unidas estabelecerem um regime de tutela, com os Estados Unidos como a única autoridade de administração, incluindo as ilhas Nansei Shoto de latitude sul 29 graus ao norte (com as Ilhas Ryukyu e Ilhas Daito), Nanpo Shoto ao sul de Sofu Gan (com as Ilhas Bonin, Ilha Rosario e Ilhas Vulcano), Okinotorishima e Minamitorishima. Enquanto se aguarda a realização de tal proposta e nela uma ação afirmativa, os Estados Unidos terão o direito de exercer todos e quaisquer poderes de administração, legislação e jurisdição sobre o território e os habitantes destas ilhas, incluindo as águas territoriais.
Artigo 4b: O Japão reconhece a validade das disposições de propriedade do Japão e os termos japoneses feitos em conformidade com as diretrizes do Governo Militar dos Estados Unidos em qualquer das áreas referidas nos Artigos 2 e 3.
Depois de um referendo, em 15 de maio de 1972, o controle de Okinawa foi devolvido ao Japão, e a USCAR foi extinta. Isto completou a disposição de propriedade pelo USMG japonês.

## Sistema de governo
O cargo de governador das Ilhas Ryukyu foi criado em 1945 e substituído em 1957 pelo Alto Comissário e Administrador Civil das Ilhas Ryukyu até 1972.

### Governador
- Geral: Douglas MacArthur (1945-1951)
- Geral: Matthew Ridgway (1951-1952)
- Geral: Mark W. Clark (1952-1953)
- Geral: John E. Hull (1953-1955)

## Bandeira

Estandarte civil de Ryukyu.

O Código Penal de Ryukyu restringiu o voo de qualquer bandeira estrangeira, exceto dos Estados Unidos. Os manifestantes contra o governo das ilhas insistiram na bandeira do Japão. Os navios civis de Ryukyu usaram um estandarte derivado do Código internacional de navegação marítima "D" em vez de bandeiras estadunidenses ou japonesas. O estandarte D não era bem conhecido internacionalmente, por isso os navios de Ryukyu às vezes eram apreendidos. O estandarte foi alterado para uma bandeira triangular com as cores representantes das ilhas em 1967.